# Irwan Droog
Irwan Droog (Den Haag, 20 juli 1984) is een Nederlands schrijver, redacteur en vertaler. Hij is mede-oprichter van de J.M.A. Biesheuvelprijs.
Mede door de muziek van Bob Dylan kwam Droog opnieuw in aanraking met de letteren. Hij studeerde Nederlandse letterkunde en literatuurwetenschap aan de Vrije Universiteit Amsterdam. Tot hij in 2017 zelfstandig redacteur werd, werkte hij als redacteur bij Uitgeverij Cossee. Daarnaast publiceerde Droog in literaire tijdschriften als Tirade en De Revisor.
Over zijn verblijf op Selvær, een klein afgelegen eiland in Noorwegen, schreef Droog het boek Het huis aan het einde, uitgegeven door Uitgeverij Thomas Rap. In de zomer van 2020 zag zijn toenmalige vriendin op Facebook een oproep van de eilandbewoners die mensen zochten die wilden proefwonen op Selvær. In 2021 - tijdens een COVID-19 gerelateerde lockdown - vertrok het stel en gingen ze er voor een half jaar wonen. Hoewel het om een tijdelijk avontuur ging, had Droog wel last van heimwee en keerde terug naar Amsterdam-Noord. Het huis waar het stel in woonde draagt de naam Nessestua, Noors voor 'het huis aan het einde'.
Droog was aanvankelijk van plan om een ander boek op Selvær te schrijven, maar werd kort na aankomst - door een redacteur van Uitgeverij Thomas Rap - benaderd met het verzoek een boek over zijn avontuur in Noorwegen te schrijven. De roman waar Droog al lange tijd mee bezig is, hoopt hij in de toekomst alsnog te voltooien.

## Privéleven
Als twintiger kampte Droog met agorafobie, in de volksmond pleinvrees genoemd, en had last van paniekaanvallen. Hij heeft een fascinatie voor koude perioden en gebieden, en had al eerder Spitsbergen bezocht. Verder is Droog veganist.

## Vertalingen
- Vrouw of vos (2018) van David Garnett
- Een man in de dierentuin (2019) van David Garnett
- Alleen de bergen zijn mijn vrienden (2020) van Behrouz Boochani
- Stilte is mijn moedertaal (2021) van Sulaiman Addonia
- Haarlem voelen (2021) van Sulaiman Addonia
- Wat ik me herinner (2021) van Sinéad O'Connor
- Leven met vogels (2023) van Len Howard
- De achterstraten (2023) van Perhat Tursun
- Geluiden van het leven (2023) van Karen Bakker
- Mijn lichaam, jouw geheimen. Traumasporen en herstel (2024, samen met Fannah Palmer) van Lucia Osborne-Crowley